# هبوط الدورة الدموية
يُعرف هبوط الدورة الدموية على أنه هبوط عام أو خاص في الدورة الدموية، قد يكون بسبب القلب أو محيطه.  وعلى الرغم من أن الآليات، والأسباب والأعراض السريرية مختلفة إلا أن نشوء المرض واحد، حيث يعجز الجهاز الدوري عن الحفاظ على إمداد الأنسجة بالأكسجين والمواد الغذائية الأخرى وإزالة ثاني أكسيد الكربون ونواتج عملية الأيض الأخرى منها. وقد يكون بسبب نقص في حجم كمية الدم، أو خلل في التوزيع. تعد الصدمة من الأسباب الشائعة لهذا المرض أو صدمة من الإصابة أو الجراحة.
إن الهبوط العام هو الهبوط الذي يحدث على نطاقٍ واسع في أجزاء من الجسم، مثل صدمة عامة بعد فقدان كمية كبيرة من الدم وانهيار جميع أنظمة الدورة الدموية في الساقين. ويمكن إرجاع الهبوط المحدود لنقطة معينة، مثل الجلطة.
يؤثر هبوط الدورة الدموية في القلب على الأوعية الدموية للـقلب مثل الأبهر (شريان) (الشريان الأورطي) وغالبًا ما يكون مميتًا. ويشار إليه أحيانًا بهبوط الدورة الدموية «الحاد». كما يضم الوهط الدوراني المحيطي الشرايين والأوردة البعيدة في الجسم والتي قد تسبب الـغنغرينة، أو فشل الأعضاء أو مضاعفات أخرى خطيرة. ويسمي هذا النوع أحيانًا بـفشل الأوعية الدموية المحيطية، أو الـصدمة، أو توقف الأوعية الدموية المحيطية. وهناك نوع أخف أو أولي لهبوط الدورة الدموية وهو قصور الدورة الدموية.

## الآثار
وتختلف آثار هبوط الدورة الدموية تبعًا لنوع الهبوط. عادةً ما يتضمن الهبوط الطرفي انخفاض ضغط الدم بشكلٍ غير طبيعي ويؤدي ذلك إلى انهيار الشرايين والأوردة (تكون خالية من الدم)، مما يؤدي إلى حرمان الأنسجة، والأعضاء، والأطراف من الأكسجين.
يمكن أن ينتج الهبوط الحاد عن هبوط في القلب ويسبب انهيار الأوعية الدموية الأولية للقلب، ومن الممكن أن يصاحبها سكتة قلبية.

## الأسباب
يمكن لمجموعة كبيرة من الحالات الطبية أن تسبب هبوط الدورة الدموية. وهذه الأعراض تتضمن ولكن ليست محدودة بـالتالي:
- الـجراحة، وخاصةً على المرضى الذين فقدوا دمًا.
- الـخثرة، لما في ذلك استخدام بعض الأدوية المنشطة للـصفيحات الدموية على بعض الحيوانات والبشر.
- حمى الضنك
- الصدمة
- أمراض القلب
- متلازمة الشريان المساريقي العلوي
- الأدوية التي تؤثر على ضغط الدم
- شرب ماء البحر[4]